# Суха Саксагань
Суха́ Саксага́нь — річка в Україні, ліва притока Саксагані, притоки Інгульця (басейн Дніпра). Довжина 11 км. Площа водозбірного басейну 78,2 км². Похил річки 5,2 м/км. Долина трапецієподібна. 
Живиться за рахунок атмосферних опадів. Льодостав нестійкий (з грудня до початку березня). Використовується на сільськогосподарські потреби. Споруджено ставки. 
Бере початок на південь від села Поляна. У першій половині течії іде з півдня на північ, у другій — зі сходу на захід. Протікає територією Кам'янського та Криворізького районів Дніпропетровської області через села Благословенна та Андріївка. Впадає до Макортівського водосховища, що на Саксагані, біля села Нова Зоря.